# Mortemer (Seine-Maritime)
Mortemer (auch Mortemer-en-Bray genannt) ist eine französische Gemeinde mit 90 Einwohnern (Stand 1. Januar 2022) im Département Seine-Maritime in der Region Normandie. Sie gehört zum Arrondissement Dieppe und zum Kanton Neufchâtel-en-Bray. Die Bewohner werden Mortemerois und Mortemeroises genannt.

## Geographie
Die Gemeinde liegt östlich des Zentrums des Départements, etwa 47 Kilometer nordöstlich von Rouen und etwa 38,5 Kilometer südöstlich von Dieppe an der Eaulne, die im Gemeindegebiet entspringt. 
Umgeben wird Mortemer von den fünf Nachbargemeinden:
| Sainte-Beuve-en-Rivière |                                             | Auvilliers |
|                         | Kompassrose, die auf Nachbargemeinden zeigt |            |
| Bouelles                | Nesle-Hodeng                                | Graval     |

## Geschichte
Ende des Jahres 1054 fand in der Nähe der heutigen Gemeinde die Schlacht von Mortemer zwischen den Normannen und den Truppen des Königs von Frankreich statt.

## Bevölkerungsentwicklung
| Jahr      | 1962 | 1968 | 1975 | 1982 | 1990 | 1999 | 2007 | 2020 |
| Einwohner | 136  | 139  | 110  | 124  | 121  | 107  | 108  | 86   |

## Sehenswürdigkeiten
- Ruine eines Donjons (12./14. Jahrhundert), seit 1941 als Monument historique eingeschrieben
- Kirche Saint-Martin (1750)